# Maná
Мана́ (исп. Maná, в дословном переводе манна) — мексиканская поп-рок-группа.
В состав группы входят: Фернандо Ольвера (акустическая гитара и вокал), Хуан Кальерос (бас-гитара), Алехандро Гонсалес (ударные, бэк-вокал), Серхио Вальин (электрогитара).
Группа получила четыре премии Грэмми, семь премий Латинская Грэмми, пять премий MTV-Латиноамерика, пять наград Молодёжная премия, девять премий Billbord-Латиноамерика и тринадцать премий Ло Нуэстро.

## История
Группа была образована в 1978 году Хосе Фернандо «Фером» Ольвера (вокал), Густаво Ороско (электрогитара), братьями Хуаном Диего (бас), Улиссом (электрогитара) и Абрахамом (ударные) Кальерос. Первоначальным названием группы было The Green Hat Spies, впоследствии сокращенное до Green Hat, а затем изменённое на испанское Sombrero Verde.
В 1987 году группа поменяла название на Maná (по-испански - манна, по-полинезийски - позитивная энергия) и записала одноименный альбом.

## Дискография
- 1981: Sombrero Verde
- 1983: A Tiempo de Rock

### Maná
- 1987: Maná
- 1990: Falta Amor
- 1992: ¿Dónde Jugarán los Niños?
- 1994: Maná en Vivo
- 1995: Cuando los Ángeles Lloran
- 1997: Sueños Líquidos
- 1999: Maná MTV Unplugged
- 2000: Todo Grandes Exitos
- 2001: Unidos Por La Paz
- 2001: Lo Esencial de Maná
- 2001: Grandes (Import)
- 2002: Maná Remix
- 2002: Solo Para Fanáticos
- 2002: Revolución de Amor
- 2002: 100% Maná
- 2003: Esenciales: Sol
- 2003: Esenciales: Luna
- 2003: Esenciales: Eclipse
- 2006: Amar es Combatir
- 2008: Arde el Cielo
- 2011: Drama y Luz (February 2011)
- 2015: Cama Incediada